# Roman Palester
Roman Palester (født 28. december 1907 i Snjatin, Ukraine, død 25. august 1989 i Paris, Frankrig) var en polsk komponist, professor, pianist og lærer.
Palester studerede komposition og klaver på musikkonservatoriet i Warszawa (1928) hos Kazimierz Sikorski. Han blev professor i komposition på Musikkonservatoriet i Kraków, men efter 2. verdenskrig slog han sig ned i Paris, hvor han levede som freelance-komponist resten af sit liv.
Han har komponeret 6 symfonier, orkesterværker, kammermusik, scenemusik, vokalværker etc.

## Udvalgte værker
- Symfoni "Børns" (1932) - for 7 instrumenter
- Symfoni nr. 1 (1934-1935) - for stort orkester
- Symfoni nr. 2 (1941-1942) - for orkester
- Symfoni nr. 3 (1948-1949) - for strygeorkester
- Symfoni nr. 4 (1948-1952 rev. 1972) - for orkester
- Symfoni nr. 5 (1977-1981) - for orkester